# Alfred Nijhuis
Alfred Nijhuis (nacido el 23 de marzo de 1966) es un exfutbolista neerlandés que se desempeñaba como defensa.
Jugó para clubes como el SC Enschede, ASC Schöppingen, MSV Duisburgo, Urawa Reds y Borussia Dortmund.

## Trayectoria

### Clubes
| Club              | País         | Año         |
| ----------------- | ------------ | ----------- |
| SC Enschede       | Países Bajos | 1984 - 1987 |
| ASC Schöppingen   | Alemania     | 1987 - 1991 |
| MSV Duisburgo     | Alemania     | 1991 - 1997 |
| Urawa Reds        | Japón        | 1997 - 1998 |
| Borussia Dortmund | Alemania     | 1998 - 2001 |